# Conor Lenihan
Pour les articles homonymes, voir Lenihan.
Conor Lenihan (né le 3 mars 1963) est un homme politique irlandais du Fianna Fáil qui est ministre d'État de 2004 à 2011. Il est Teachta Dála (TD) pour la circonscription du sud-ouest de Dublin de 1997 à 2011.
De 2011 à 2015, il est vice-président de la Fondation Skolkovo, l'organisme de coordination d'un projet de centre d'innovation de haute technologie à la périphérie de Moscou, où il travaille au développement de partenariats internationaux.

## Jeunesse
Lenihan est né à Dublin en 1963. Il vit à Athlone jusqu'à l'âge de 11 ans. Il fait ses études au Belvedere College, à l'University College de Dublin (où il est président du Kevin Barry Cumann d'Ógra Fianna Fáil), à la Dublin City University et à l'INSEAD.
Lenihan commence sa vie professionnelle en tant que journaliste dans les années 1980 à la Chambre des communes de Londres, où il est correspondant politique pour l'Irish News. À Londres, il est également membre du panel de conférenciers de la Commission européenne.
Dans les années 1990, il se lance dans le journalisme audiovisuel en travaillant pour la station de radio de Dublin 98FM. Lenihan travaille également comme cadre supérieur chez O2, un opérateur mobile irlandais, puis comme conseiller pour l'entreprise.
Lenihan est le fils de l'ancien Tánaiste, député et ministre Brian Lenihan. Son grand-père, Patrick Lenihan, est également député. Sa tante, Mary O'Rourke, est une ancienne députée, sénatrice et ministre, tandis que son frère, Brian Lenihan, Jnr est député et ministre des Finances de 2008 à 2011 pendant le ralentissement économique irlandais.
Lenihan reçoit un diagnostic de tumeur bénigne en 2007.

## Carrière politique
Lenihan est élu pour la première fois au Dáil lors des élections générales de 1997.
Lors d'un remaniement en octobre 2004, il est nommé par Bertie Ahern ministre d'État au ministère des Affaires étrangères avec une responsabilité particulière pour le développement outre-mer et les droits de l'homme. Lenihan restructure le programme d'aide internationale de l'Irlande, créant Irish Aid, le programme d'aide du gouvernement irlandais aux pays en développement.
En juin 2007, lorsqu'un nouveau gouvernement de coalition est formé par Ahern après les élections, il est nommé ministre d'État au ministère des Affaires communautaires, rurales et du Gaeltacht, au ministère de l'Éducation et des Sciences et au ministère de la Justice, Égalité et réforme législative, responsable de la politique d'intégration. Il dirige une initiative gouvernementale visant à faire face à l'immigration massive en Irlande, qui aboutit à la publication d'une nouvelle déclaration politique « Migration Nation ». Il est reconduit dans ce poste lorsque Brian Cowen devient Taoiseach en mai 2008.
Lors d'un remaniement en avril 2009, il est nommé ministre d'État au ministère de l'Entreprise, du Commerce et de l'Emploi, au ministère de l'Éducation et des Sciences et au ministère des Communications, de l'Énergie et des Ressources naturelles, avec une responsabilité particulière pour la science, la technologie, l'Innovation et les ressources naturelle. Il crée une ligne budgétaire unique pour le financement de la science et de la technologie et participe au groupe de travail sur l'innovation du pays.
Il perd son siège aux élections générales de 2011, son vote de première préférence étant passé de 20,5 % en 2007 à seulement 5 %. Il se classe huitième au scrutin et est éliminé au quatrième décompte.
En octobre 2018, Lenihan annonce son intention de solliciter l'investiture du Fianna Fáil pour la circonscription de Dublin lors des élections au Parlement européen de 2019. Lors de la sélection des candidats du parti en février 2019, Lenihan se classe quatrième sur quatre candidats avec 108 voix sur 838 bulletins de vote exprimés.

## Carrière après la politique
En juillet 2011, Lenihan rejoint la Fondation Skolkovo, un centre scientifique et d'innovation prévu à l'extérieur de Moscou, en Russie. En août 2012, Lenihan rejoint le conseil d'administration de San Leon Energy, un explorateur pétrolier et gazier possédant des concessions en Pologne, en Albanie, au Maroc et en Irlande. Il se remarie à Moscou en 2013.